# Rivière-de-la-Savane
Rivière-de-la-Savane est un territoire non organisé situé dans la municipalité régionale de comté de Mékinac, dans la région administrative de la Mauricie, au Québec.

## Géographie
Situé à l'ouest de la rivière Saint-Maurice, la forme de ce territoire ressemble au chiffre "1" penchée à 45 degrés vers le nord-ouest et dont la base est la rivière Matawin. Ce territoire est situé au nord du Parc national de la Mauricie. La limite nord de ce territoire s'étend sur 86,5 km du sud-est au nord-ouest, soit de la rivière Matawin, jusqu'au lac Mondonac lequel délimite la partie nord-ouest du territoire. Le sud du lac Mondonac est situé à environ 10 km d'une baie au sud-est du lac Kempt (Matawinie). Tout le territoire est situé en milieu forestier.

## Démographie
| 1991 | 1996 | 2001 | 2006 | 2011 | 2016 | 2021 |
| ---- | ---- | ---- | ---- | ---- | ---- | ---- |
| 0    | 0    | 0    | 0    | 0    | 0    | 5    |

## Attraits
Ce territoire inhabité comprend entre autres la réserve écologique Irénée-Marie et la Zec du Chapeau-de-Paille.